# Alleyne Francique
Alleyne Francique (Granada, 7 de junio de 1976) es un atleta granadino especializado en la prueba de 400 m, en la que consiguió ser campeón mundial en pista cubierta en 2004 y 2006.

## Carrera deportiva
En el Campeonato Mundial de Atletismo en Pista Cubierta de 2006 ganó la medalla de oro en los 400 metros, llegando a meta en un tiempo de 45.54 segundos, por delante del botsuano California Molefe (plata con 45.75 segundos) y del bahameño Chris Brown.